# Преследование коптов
Копты — крупнейшее религиозное меньшинство Египта, которое составляют, по разным данным, от 10 до 20 процентов населения страны. Хотя копты подвергаются преследованию уже в течение многих лет, но по данным организации «Хьюман Райтс Вотч» в последние годы отмечается «растущая религиозная нетерпимость» и рост насилия по отношению к коптам, а правительство неспособно эффективно расследовать и наказать виновных в преследовании коптов. Также большой проблемой остаются случаи похищения девочек и женщин-коптов. По данным организации «Open Doors», занимающейся сбором данных о преследовании христиан, за 2017 год в Египте мусульманами по причинам религиозной нетерпимости за веру были убиты как минимум 128 христиан, не менее 200 были вынуждены покинуть свои дома, масштабы принудительного обращения точно неизвестны, но лишь в одной мухафазе Минья (всего в Египте 27 мухафаз) были похищены не менее 15 молодых христианок, которых вынудили выйти замуж за мусульман и принять ислам (согласно исламским законам действующим в Египте, мусульманин не может жениться на христианке — жена обязательно должна отречься от христианства и принять ислам).

## Завоевание Египта
В 639 году Египет, большинство жителей которого на тот момент были христианами, завоевали арабы. С течением времени, по мере притока арабов-иммигрантов и из-за перехода местных жителей в ислам, большинство населения Египта стали составлять мусульмане, это произошло примерно к концу XIV века.
Распространению ислама способствовало преследование египетских христиан, начавшееся в период правления халифа Аль-Хаким Биамриллаха, а также решение Патриарха Гавриила Второго об использовании арабского языка в качестве языка богослужения.

## Похищение коптских женщин
Девочки и женщины-копты нередко становятся жертвами похищений, их вынуждают переходить в ислам и выходить замуж за мусульман.